# 2. Feldartillerie-Brigade Nr. 24
Die 2. Feldartillerie-Brigade Nr. 24, auch 2. (Königlich Sächsische) Feldartillerie-Brigade Nr. 24  war ein Großverband der Sächsischen Armee.

## Geschichte
Die 2. Feldartillerie-Brigade Nr. 24  war Teil der Sächsischen Armee, die nach Artikel 63 Absatz 1 der Reichsverfassung vom 16. April 1871 auch im Deutschen Kaiserreich noch rechtlich eigenständig blieb. Sie wurde zum 1. Oktober 1901 in Leipzig aufgestellt und war Teil der 24. Division, die dem XIX.  Armee-Korps in Leipzig zugeordnet war.
Am 16. Februar 1917 wurde sie zum General von der Artillerie 8 umfunktioniert, dem damit die taktische Führung der gesamten sächsischen Feld- und schweren Artillerie oblag.

### Gliederung
- 1901 bis 1913

Kgl. Sächs. 7. Feld-Artillerie-Regiment Nr. 77, Kgl. Sächs. 8. Feld-Artillerie-Regiment Nr. 78, Kgl. Sächs. 2. Train-Bataillon Nr. 19
- 1914

Wie vor, ohne Train-Bataillon Nr. 19
- Kriegsgliederung bei Mobilmachung 1914

Wie vor
- Kriegsgliederung am 20. März 1918

Kgl. Sächs. 7. Feld-Artillerie-Regiment Nr. 77 und Fußartillerie-Bataillon Nr. 94

### Erster Weltkrieg
Mit Kriegsbeginn kam die Brigade unter Führung des Generals Rudolf Baeßler
im Verband der 24. Division  ausschließlich an der Westfront zum Einsatz, wo sie bis zur  Räumung der besetzten Gebiete verblieb.
Zu den Kampfhandlungen, Gefechten und Schlachten siehe Kampfgeschehen der 24. Division.

### Brigadekommandeure
| Name                   | Datum                                   |
| ---------------------- | --------------------------------------- |
| Georg Oskar Schmidt    | 20. September 1901 bis 21. April 1905   |
| Georg Bruno Hesselbach | 22. April 1905 bis 10. Dezember 1906    |
| Alexander von Larisch  | 11. Dezember 1906 bis 12. Oktober 1910  |
| Hans von Watzdorf      | 13. Oktober 1910 bis 16. Juni 1914      |
| Rudolf Baeßler         | 17. Juni 1914 bis 22. September 1914    |
| Walter Bolze           | 23. September 1914 bis 17. Februar 1917 |
| Hans von Schönfels     | 18. Februar 1917 bis Kriegsende         |